# Noel Gallagher's High Flying Birds
Noel Gallagher's High Flying Birds is een Engelse rockband opgericht in 2011 door zanger-gitarist Noel Gallagher. Verder maken Oasis-leden Gem Archer (gitaar), Chris Sharrock (drums), Mike Rowe (keyboards) en Russell Pritchard van The Zutons (bas) deel uit van de band.
Sinds Noel Gallaghers vertrek uit Oasis in augustus 2009 werd er veel gespeculeerd over een eventueel solo-album. In 2011 hield hij een persconferentie om dit te bevestigen. De singles van zijn debuutalbum waren: The Death of You and Me, If I Had a Gun..., AKA... What a Life!, Dream On and Everybody's on the Run.

## Geschiedenis

### Uit Oasis (2009-10)
Nadat in 2008 Dig Out Your Soul van Oasis was uitgebracht, waren er geruchten dat Gallagher solo wilde gaan. Dit werd op 12 juli 2009 in een officieel Oasis-persbericht ontkend. Bijna twee maanden later kreeg Gallagher ruzie met zijn broer Liam. Op 28 augustus 2009, enkele minuten voordat hun concert zou gaan beginnen op het festival Rock en Seine, maakte de manager van Oasis bekend dat het concert niet zou doorgaan. Een paar uur later verscheen er een bericht van Gallagher op de website van de band.

### High Flying Birds en gescrapt Amorphous Androgynous project (2011–12)
Zijn solocarrièreplannen begonnen na het uiteenvallen van Oasis. Op 6 juli 2011 hield Gallagher een persconferentie in Londen waarin hij aankondigde dat Noel Gallagher's High Flying Birds een album zou uitbrengen op 17 oktober 2011, en een samenwerking met het duo Amorphous Androgynous in 2012.
In juli 2011 werd zijn debuutsingle The Death of You and Me uitgebracht. Dit ontving positieve reacties. Na het succes van The Death of You and Me, Gallagher bevestigde op zijn website dat de volgende single AKA... What a Life! op 11 september 2011 zou worden uitgebracht. If I Had a Gun... werd beschikbaar via iTunes op 20 september 2011. Gallagher's tweede album zou een samenwerking zijn met Amorphous Androgynous dat uit zou komen eind 2012. Hij zei hierover: 
Het klinkt een beetje als Pink Floyd's Dark Side of the Moon. Het klinkt een beetje hetzelfde als High Flying Birds, maar dan meer psychedelisch. Het is geen elektronisch project.

In een persconferentie waarin hij praatte over soloalbummateriaal en samenwerkingen, Gallagher gaf toe dat het apart klonk: "Er zijn ongeveer 18 tracks, sommige daarvan zijn krautrock, sommige soul en  sommige zijn funk". Later gaf hij toe dat hij nerveus was om zijn tweede soloalbum uit te brengen: 
Veel mensen kijken ernaar uit, daar ben ik nerveus over. Het is erg goed, maar ik zou het eigenlijk niet moeten hebben aangekondigd. Ik dacht juist, het is zo goed, hier ben ik al die tijd mee bezig geweest.
 Op 16 maart 2012 kondigde Gallagher aan dat zijn volgende ep Songs from the Great White North... op 21 april 2012 zou worden uitgebracht, exclusief op Record Store Day. De ep bestond uit B-sides, waaronder de samenwerking met Amorphous Androgynous Shoot a Hole Into the Sun.

### Chasing Yesterday (2013-2016)
Op 15 augustus 2013 bevestigde Noel in het praatprogramma Talksport dat hij aan het werk was aan nieuw materiaal: "Ik heb erg veel liedjes over van de laatste keer. Wat ik nu aan het doen ben? Aan het schrijven, dingen aan het samenvoegen. Ik ga zeker een nieuw album maken, dat is zeker!"
Op 29 mei 2014, postte Gallagher een foto op zijn officiële Facebookpagina om te bevestigen dat hij aan het werk was aan een tweede album. Op de foto was te zien dat hij een van zijn gitaren aan het stemmen is.
Op 13 oktober 2014 kondigde Noel aan dat zijn nieuwe album Chasing Yesterday zou worden uitgebracht op 2 maart 2015. De eerste single van het album, In the Heat of the Moment, werd uitgebracht op 17 november 2014 gevolgd door Ballad of the Mighty I and Riverman. Een tournee door het Verenigd Koninkrijk, Europa en Noord-Amerika volgde met veel optredens op festivals.
Op 20 maart 2015 stond hij in Tivoli Vredenburg in Utrecht. Op 18 april 2016 stond hij in de Heineken Music Hall.

## Discografie

### Studioalbums
- Noel Gallagher's High Flying Birds (2011)
- Chasing Yesterday (2015)
- Who Built The Moon? (2017)

## Leden

### Huidige leden
- Noel Gallagher - zang, gitaar, piano (2010-heden)
- Mike Rowe - keyboard (2010-heden)
- Russell Pritchard - basgitaar, achtergrondzang (2010-heden)
- Chris Sharrock - drums (2016-heden)
- Gem Archer - gitaar, achtergrondzang (2016-heden)

### Voormalige leden
- Jeremy Stacey - drums (2010-2016)
- Tim Smith - guitar, backing vocals (2010-2016)